# Olivier Pla

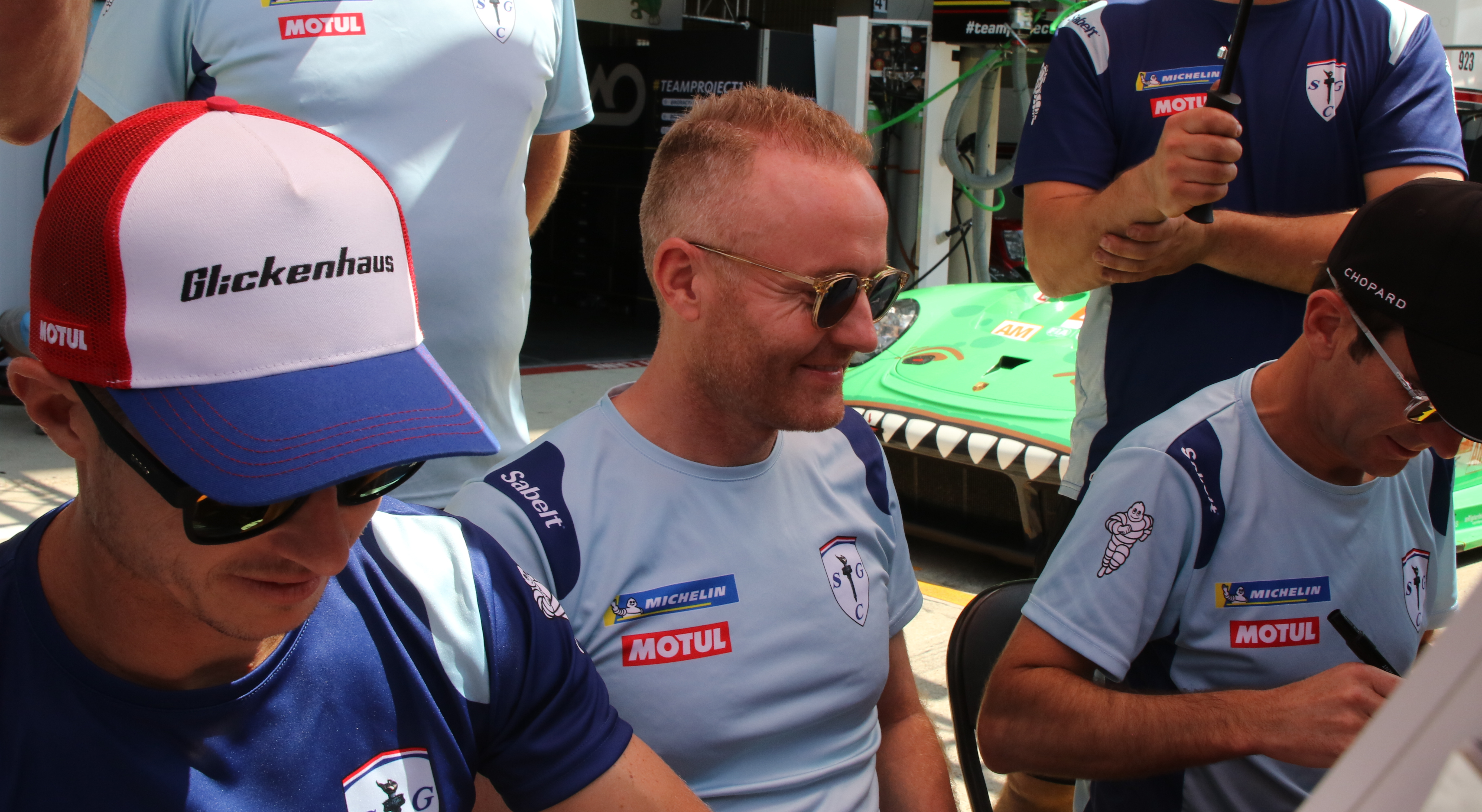
Olivier Pla (Mitte) 2023

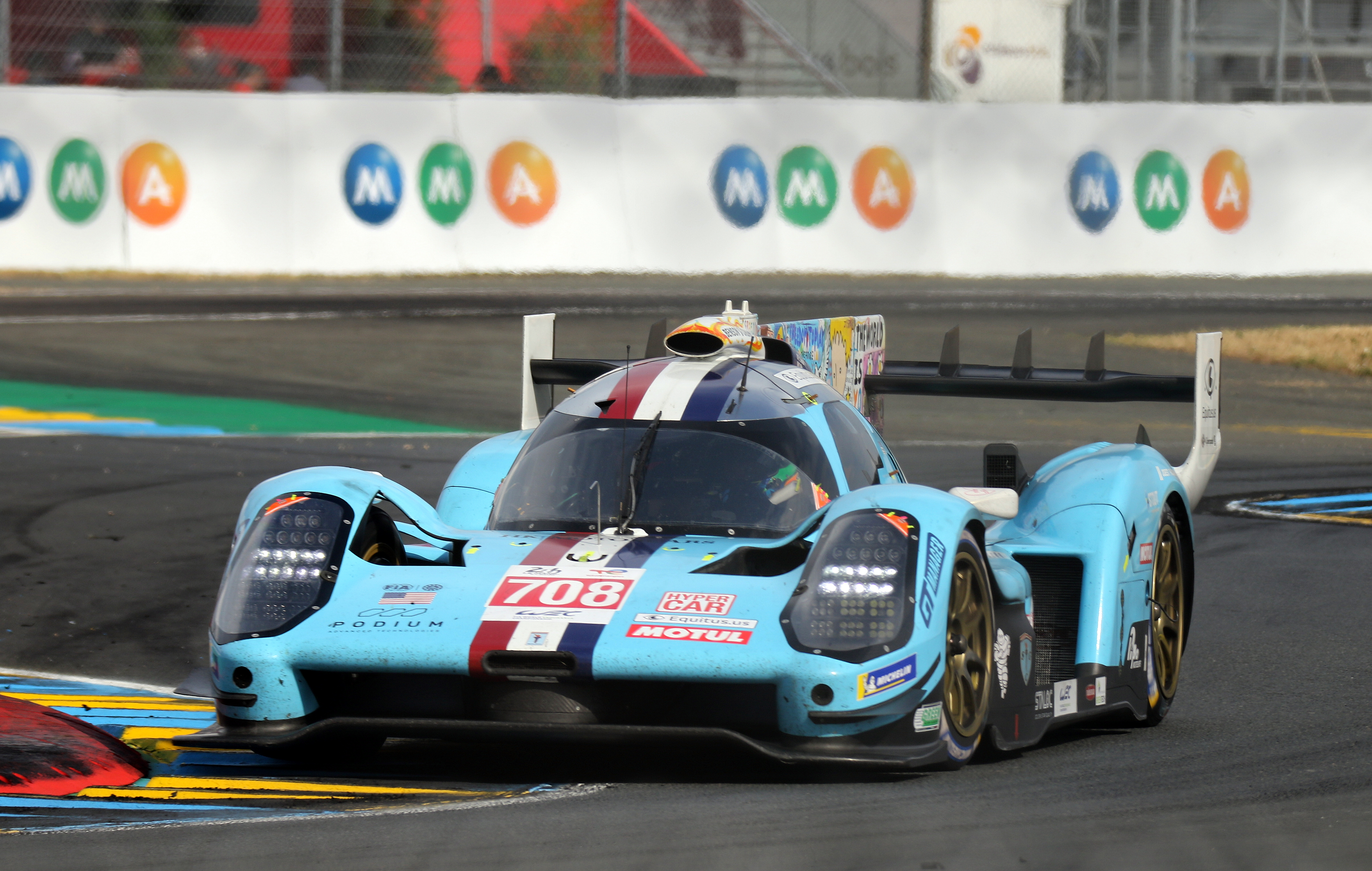
Der von Oliver Pla beim 24-Stunden-Rennen von Le Mans 2023 gefahrene Glickenhaus SCG 007 LMH

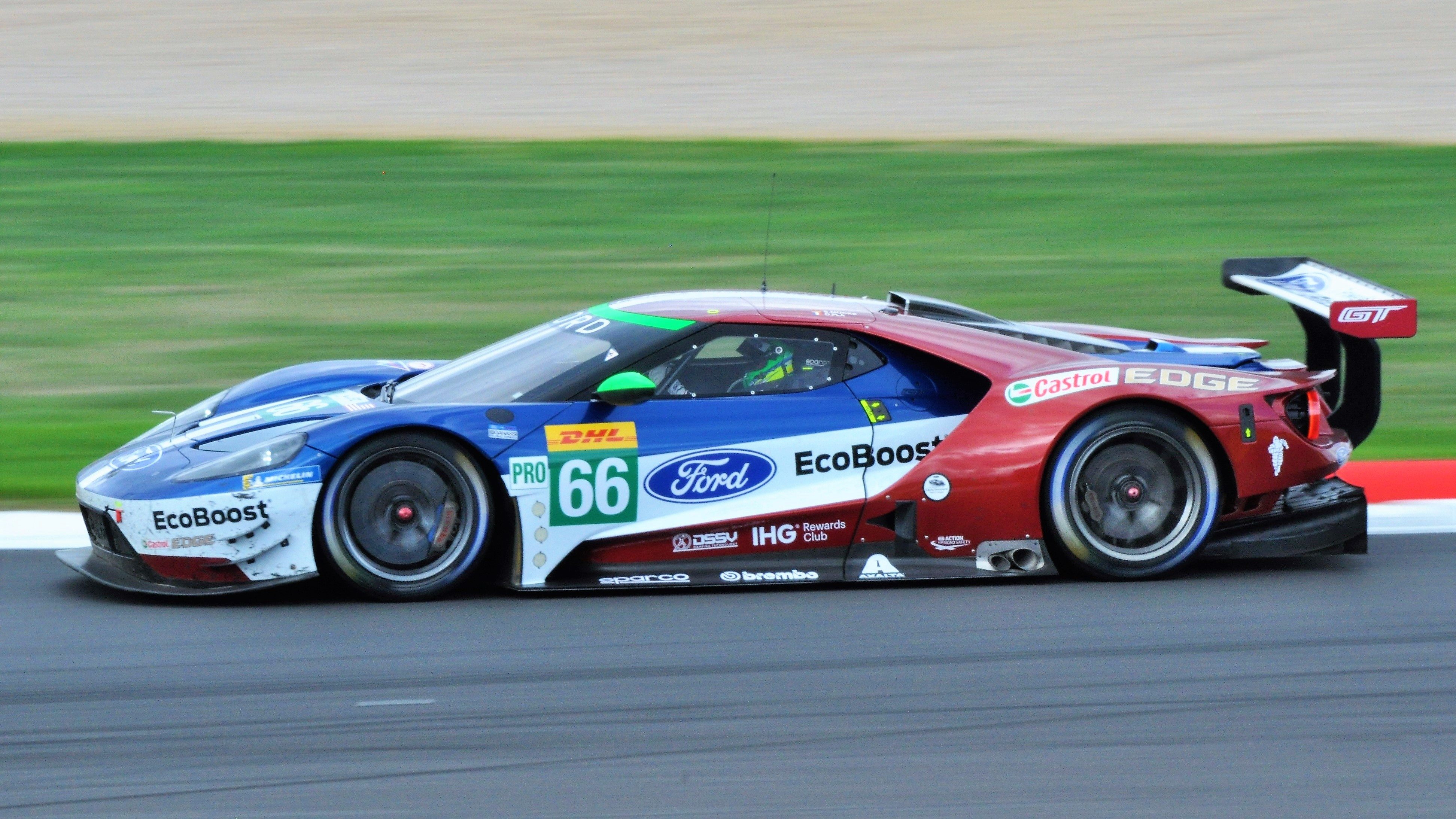
Olivier Pla im Ford GT beim 6-Stunden-Rennen von Silverstone 2018

Olivier Pla (* 22. Oktober 1981 in Toulouse) ist ein französischer Rennfahrer.

## Karriere
Seine Karriere als Rennfahrer startete im Jahr 2000 in der französischen Formel Campus. 2001 stieg er als Fahrer für das Saulnier-Team in die französische Formel 3 auf. Im darauffolgenden Jahr wechselte er zum Team ASM und blieb auch 2003 dort, allerdings fuhr er in diesem Jahr in der europäischen Formel 3. 2004 verließ er die europäische Formel 3 und fuhr fortan in der World Series by Renault, erst für das RC-Team, dann für Carlin Motorsport. 2005 fuhr er in der neuen GP2-Serie. Bei den ersten Rennen würgte er oftmals seinen Motor ab. Bei einem Rennen legte er beim Start irrtümlich den Rückwärtsgang ein und fuhr rückwärts in das Auto seines Teamkollegen, sodass beide das Rennen bereits beim Start beenden mussten. Im Laufe der Saison sammelte er allerdings mehr Erfahrung, sodass er zweimal (Hockenheim und Silverstone) sogar die Pole-Position beim zweiten Rennen holte und diese auch gewann.
2006 wechselte er zum Team David Price Racing. Zur Mitte der Saison wurde sein Vertrag aufgrund fehlenden Erfolgs allerdings gekündigt. Bis zu diesem Zeitpunkt hatte er noch keinen einzigen Punkt bekommen und sich seine Hand während des Rennens in Monaco gebrochen. 2007 nahm er am deutschen Porsche Carrera Cup teil, in einer späteren Phase der Saison 2007 wurde er allerdings vom Team DPR wieder zurück in die GP2-Serie geholt, um den verletzten Christian Bakkerud zu ersetzen.
In der Saison 2008 zog er sich dann allerdings aus dem Formelsport zurück und fuhr in der Le Mans Series einen Le-Mans-Prototyp von Lola für das Quifel ASM Team in der Klasse LMP2. Er sammelte bis zum Jahresende zwölf Meisterschaftspunkt und beendete die Saison auf dem sechsten Platz seiner Kategorie. Außerdem bestritt er sein erstes 24-Stunden-Rennen von Le Mans, obwohl er bereits 2004 für ein Rennen in einem Ferrari 550 GTS Maranello gemeldet war. Das Team zog sich jedoch vor Rennbeginn zurück, so dass sein erster Einsatz erst 2008 an der Seite von Guy Smith und Miguel Amaral erfolgte. Das Fahrertrio beendete das Rennen als Vierter in der LMP2-Kategorie und auf dem 20. Gesamtrang. Im Jahr 2009 verblieb Pla bei Quifel ASM und fuhr nun einen Prototyp von Ginetta-Zytek. Am Jahresende konnten er und Teamkollege Amaral zwei Klassensiege vorweisen und sowohl die Team- als auch die Fahrermeisterschaft der LMP2 gewinnen.

## Statistik

### Le-Mans-Ergebnisse
| Jahr | Team                        | Fahrzeug                | Teamkollege        | Teamkollege              | Platzierung | Ausfallgrund     |
| ---- | --------------------------- | ----------------------- | ------------------ | ------------------------ | ----------- | ---------------- |
| 2008 | Quifel ASM Team             | Lola B05/40             | Miguel Amaral      | Guy Smith                | Rang 20     |                  |
| 2009 | Quifel ASM Team             | Ginetta-Zytek GZ09S/2   | Miguel Amaral      | Guy Smith                | Ausfall     | Bremsen          |
| 2010 | Quifel ASM Team             | Ginetta-Zytek GZ09S/2   | Miguel Amaral      | Warren Hughes            | Rang 20     |                  |
| 2011 | Quifel ASM Team             | Zytek 09SC              | Miguel Amaral      | Warren Hughes            | Ausfall     | Unfall           |
| 2012 | OAK Racing                  | Morgan LMP2             | Jacques Nicolet    | Matthieu Lahaye          | Ausfall     | kein Öldruck     |
| 2013 | OAK Racing                  | Morgan LMP2             | Alex Brundle       | David Heinemeier Hansson | Rang 8      |                  |
| 2014 | G-Drive Racing              | Morgan LMP2             | Roman Russinow     | Julien Canal             | Ausfall     | Unfall           |
| 2015 | Nissan Motorsports          | Nissan GT-R LM Nismo    | Max Chilton        | Jann Mardenborough       | Ausfall     | Kupplungsschaden |
| 2016 | Ford Chip Ganassi Team UK   | Ford GT                 | Stefan Mücke       | Billy Johnson            | Rang 21     |                  |
| 2017 | Ford Chip Ganassi Team UK   | Ford GT                 | Stefan Mücke       | Billy Johnson            | Rang 27     |                  |
| 2018 | Ford Chip Ganassi Racing    | Ford GT                 | Stefan Mücke       | Billy Johnson            | Rang 21     |                  |
| 2019 | Ford Chip Ganassi Racing UK | Ford GT                 | Stefan Mücke       | Billy Johnson            | Rang 25     |                  |
| 2020 | Risi Competizione           | Ferrari 488 GTE Evo     | Sébastien Bourdais | Jules Gounon             | Rang 23     |                  |
| 2021 | Glickenhaus Racing          | Glickenhaus SCG 007 LMH | Luís Felipe Derani | Franck Mailleux          | Rang 4      |                  |
| 2022 | Glickenhaus Racing          | Glickenhaus SCG 007 LMH | Luís Felipe Derani | Romain Dumas             | Rang 4      |                  |
| 2023 | Glickenhaus Racing          | Glickenhaus SCG 007 LMH | Ryan Briscoe       | Romain Dumas             | Rang 6      |                  |

### Sebring-Ergebnisse
| Jahr | Team                                   | Fahrzeug          | Teamkollege        | Teamkollege     | Platzierung | Ausfallgrund |
| ---- | -------------------------------------- | ----------------- | ------------------ | --------------- | ----------- | ------------ |
| 2012 | OAK Racing                             | Morgan LMP2       | Matthieu Lahaye    | Jacques Nicolet | Rang 5      |              |
| 2013 | DeltaWing Racing Cars                  | DeltaWing LM12    | Andrew Meyrick     |                 | Ausfall     | Elektronik   |
| 2014 | OAK Racing                             | Morgan LMP2       | Alex Brundle       | Gustavo Yacamán | Rang 4      |              |
| 2015 | Krohn Racing                           | Ligier JS P2      | Tracy Krohn        | Niclas Jönsson  | Rang 8      |              |
| 2016 | Michael Shank Racing                   | Ligier JS P2      | John Pew           | Oswaldo Negri   | Ausfall     | Motorschaden |
| 2017 | Ford Chip Ganassi Team UK              | Ford GT           | Stefan Mücke       | Billy Johnson   | Rang 11     |              |
| 2018 | Tequila Patron ESM                     | OnRoak Nissan DPi | Ryan Dalziel       | Scott Sharp     | Ausfall     | Unfall       |
| 2019 | Mazda Team Joest                       | Mazda RT24-P      | Jonathan Bomarito  | Harry Tincknell | Rang 6      |              |
| 2020 | Mazda Motorsports                      | Mazda RT24-P      | Tristan Nunez      | Oliver Jarvis   | Rang 3      |              |
| 2021 | Meyer Shank Racing with Curb-Agajanian | Acura ARX-05      | Juan Pablo Montoya | Dane Cameron    | Rang 3      |              |

### Einzelergebnisse in der FIA-Langstrecken-Weltmeisterschaft
| Saison  | Team                | Rennwagen           | 1   | 2   | 3   | 4   | 5   | 6   | 7   | 8   | 9   |
| ------- | ------------------- | ------------------- | --- | --- | --- | --- | --- | --- | --- | --- | --- |
| 2012    | OAK Racing          | Morgan LMP2         | SEB | SPA | LEM | SIL | SAO | BAH | FUJ | SHA |     |
| 2012    | OAK Racing          | Morgan LMP2         | 5   | 17  | DNF | 13  | 10  | 11  | 10  | 9   |     |
| 2013    | OAK Racing          | Morgan LMP2         | SIL | SPA | LEM | SAO | AUS | FUJ | SHA | BAH |     |
| 2013    | OAK Racing          | Morgan LMP2         | 8   | 9   | 8   | 11  | 10  | 7   | 6   | 4   |     |
| 2014    | G-Drive Racing      | Oreca 03            | SIL | SPA | LEM | AUS | FUJ | SHA | BAH | SAO |     |
| 2014    | G-Drive Racing      | Oreca 03            | 5   | 8   | DNF | 14  | 7   | 9   | 12  | DNF |     |
| 2015    | Nissan              | Nissan GT-R         | SIL | SPA | LEM | NÜR | AUS | FUJ | SHA | BAH |     |
| 2015    | Nissan              | Nissan GT-R         | DNF |     |     |     |     |     |     |     |     |
| 2016    | Chip Ganassi Racing | Ford GT             | SIL | SPA | LEM | NÜR | MEX | AUS | FUJ | SHA | BAH |
| 2016    | Chip Ganassi Racing | Ford GT             | 21  | DNF | 21  | 21  | 26  | 29  | 18  | 18  | 24  |
| 2017    | Chip Ganassi Racing | Ford GT             | SIL | SPA | LEM | NÜR | MEX | AUS | FUJ | SHA | BAH |
| 2017    | Chip Ganassi Racing | Ford GT             | 16  | 19  | 27  | 20  | 20  | 20  | 15  | 17  | 18  |
| 2018/19 | Chip Ganassi Racing | Ford GT             | SPA | LEM | SIL | FUJ | SHA | SEB | SPA | LEM |     |
| 2018/19 | Chip Ganassi Racing | Ford GT             | 13  | 21  | 16  | 18  | 16  | 28  | 24  | 25  |     |
| 2019/20 | Risi Competizione   | Ferrari 488 GTE     | SIL | FUJ | SHA | BAH | AUS | SPA | LEM | BAH |     |
| 2019/20 | Risi Competizione   | Ferrari 488 GTE     |     |     |     | 23  |     |     |     |     |     |
| 2021    | Glickenhaus Racing  | Glickenhaus 007 LMH | SPA | POR | MON | LEM | BAH | BAH |     |     |     |
| 2021    | Glickenhaus Racing  | Glickenhaus 007 LMH |     |     | DNF | 4   |     |     |     |     |     |
| 2022    | Glickenhaus Racing  | Glickenhaus 007 LMH | SEB | SPA | LEM | MON | FUJ | BAH |     |     |     |
| 2022    | Glickenhaus Racing  | Glickenhaus 007 LMH | 3   | 9   | 4   | DNF |     |     |     |     |     |
| 2023    | Glickenhaus Racing  | Glickenhaus 007 LMH | SEB | POR | SPA | LEM | MON | FUJ | BAH |     |     |
| 2023    | Glickenhaus Racing  | Glickenhaus 007 LMH | DNF | 8   | 13  | 6   | 8   |     |     |     |     |